# Rolieiro-indochinês
O Rolieiro-indochinês (Coracias affinis) é uma espécie de ave da família Coraciidae.
Ocorre ao longo de uma vasta área que se estende do nordeste da Índia até Myanmar e ao Sueste Asiático.
Não se encontra ameaçado, tendo-lhe sido atribuído o estatuto de espécie Pouco Preocupante pela IUCN.